# Flugunfall der Maritime Central Airways in der Sandwich Bay
Der Flugunfall der Maritime Central Airways in der Sandwich Bay ereignete sich am 18. Mai 1952. An diesem Tag verunglückte eine Boeing-Canada PB2B-1 Canso A (PBY-5A) der Maritime Central Airways (CF-FAN), mit der ein Charterfrachtflug vom Flughafen Gander nach Cartwright durchgeführt werden sollte, bei der Landung in der Sandwich Bay. Bei dem Unfall wurden alle drei Personen an Bord der Maschine getötet.

## Maschine
Bei der verunglückten Maschine handelte es sich um eine 1943 durch Boeing Canada in Vancouver für die Royal Canadian Air Force gebaute Boeing-Canada PB2B-1 Canso A mit der Werknummer 22023. Das zweimotorige Amphibienflugzeug besaß ein ausfahrbares Fahrwerk für Landungen an Land sowie einen schwimmfähigen Rumpf für Wasserlandungen. Die Maschine war mit zwei Sternmotoren vom Typ Pratt & Whitney R-1830-92 ausgerüstet, die eine Leistung von je 882 kW (1200 PS) hatten.

## Insassen
Auf dem Frachtflug befand sich lediglich eine dreiköpfige Besatzung an Bord der Maschine, bestehend aus einem Flugkapitän, einem Ersten Offizier und einem Flugingenieur.

## Unfallhergang
Die mit Fracht beladene Maschine startete um 13:17 Uhr Ortszeit in Gander. Beim Anflug auf Cartwright beobachteten Augenzeugen, wie die Maschine mit ausgefahrenem Fahrwerk im Endanflug zur Wasserlandung auf der Sandwich Bay in der Nähe des Hafens von Cartwright herabsank. Mit dem Aufsetzen der Räder auf dem Wasser kam die Maschine abrupt zum Stehen. Die Maschine bäumte sich im Wasser senkrecht auf, anschließend schwenkte das Heck aus dem 90-Grad-Winkel in einen Winkel von etwa 45 Grad. Alle drei Besatzungsmitglieder kamen bei dem Unfall ums Leben.

## Ursache
Unfallursache war das Versäumnis des verantwortlichen Piloten, sicherzustellen, dass das Fahrwerk für die Wasserlandung eingefahren ist. Bei dem Aufsetzen der Fahrwerksräder auf dem Wasser wurde eine Hebelwirkung erzeugt, die Maschine wurde daraufhin im Wasser in eine vertikale Position gehebelt.